# Охріменко Аїда Степанівна
Аїда Степанівна Охрі́менко (3 липня 1929, Москва — 18 травня 2009, Львів) — українська скульпторка; член Спілки радянських художників України з 1965 року. Дружина скульптора Олександра Пилєва, сестра художниці Олени Охримик.

## Біографія
Народилась 3 липня 1929 року у місті Москві (нині Росія). 1954 року закінчила відділ монументальної скульптури Львівського державного інституту декоративного і прикладного мистецтва, де навчалася, зокрема, у Івана Севери, Германа Кронгауза. Дипломна робота — жіноча фігура (керівник: Іван Севера; оцінка — задовільно).
Проживала у Львові на вулиці Дем'яна Бєдного, № 11 квартира № 3 та у будинку на вулиці Архипенка, № 32, квартира № 10. Померла у Львові 18 травня 2009 року. Похована у Львові на полі № 46 Личаківського цвинтаря.

## Творчість
Працювала в галузях станкової і монументальної скульптури. Серед робіт:
станкові роботи
- «Трудівниця» (1956);
- «Голова піонерки-відмінниці» (1956, гіпс);
- «Доярка» (1956, штучний камінь);
- «Урожай» (1959);
- «Достаток» (1960);
- «Наймичка» (1961);
- «Чумак в дорозі» (1961, співавтор Олександр Пилєв);
- «Ленін-гімназист» (1964, гіпс);
- «Єднання» (1964);
- «Марічка» (1965);
- «Чекання» (1965);
- «Урожай» (1967, кований алюміній, 50×51×46)[3];
- «Стиглий колос» (1967, литий алюміній);
- «Колгоспниця» (1970–1980-ті);
- «Чоловічий портрет» (1971);
- «Партизанка Г. Борисенко» (1975, тонований гіпс, 50×38×38)[4];
- «Хліб» (1977, тонований гіпс, 98×57×55)[5];
- «Портрет К. П. Пильо» (1982, тонований гіпс, 48×28×30)[6].

монументальні роботи

Пам'ятник Ярославові Галану.

- пам'ятник «Борцям за Владу Рад» на вулиці Жовтневій у Гайсині (1969)[7];
- пам'ятний знак воїнам, які загинули під час німецько-радянської війни у селі Рудниках Стрийського району Львівської області (1970-ті);
- пам'ятник Ярославові Галану у Львові на площі Галана (1971, скульптори Олександр Пилєв, Валентин Усов, архітектор Володимир Блюсюк; нині демонтований)[8];
- пам'ятник Герою Радянського Союзу В. О. Киричуку в селі Суську Рівненського району Рівненської області (1980, архітектор Й. Буковинський)[9];
- пам'ятник піонерці Т. Сорокиній на 3 км траси Східниця-Борислав (1982, архітектор Й. Буковинський)[10].

Від 1957 року брала участь в обласних та республіканських виставках.